# Cinco Casas
Cinco Casas es una EATIM española, que forma parte del municipio de Alcázar de San Juan, perteneciente a la provincia de Ciudad Real, en la comunidad autónoma de Castilla-La Mancha. Constituida como entidad de ámbito territorial inferior al municipio, está ubicada en la comarca del Campo de San Juan.

## Historia
Tiene su origen con el tendido llevado a cabo por la compañía ferroviaria MZA entre los años 1855-1860, cuyo ingeniero responsable de este tramo Alcázar de San Juan-Manzanares era Francisco Paquín, en un primer momento estaba proyectado a pasar por Argamasilla de Alba, en lugar de Cinco Casas (aunque se llamó en un primer momento estación de Argamasilla de Alba). Las otras tres estaciones que hubo entre esos dos puntos fueron además de la de Cinco Casas, en Herrera de la Mancha, Marañón y los Parrales. Los pueblos beneficiados del transporte de mercancías (principalmente vino) y viajeros en ese momento eran Villarta de San Juan, Argamasilla de Alba y Tomelloso.
En 1914 se construye una 2.ª línea de ferrocarril que enlaza con Cinco Casas los pueblos de Argamasilla de Alba y Tomelloso, beneficiándose la industria del vino de estos pueblos, del enlace Madrid - Andalucía del que disponía la estación de Cinco Casas. Fue entonces cuando la estación tomó el nombre de "Las Cinco Casas", nombre como se le conocía a estos parajes. Posteriormente se termina denominando "Cinco Casas". Entre 1922 y 1927 se estudió hacer una factoría de clasificación en Cinco Casas por el incremento de tráfico de mercancías en Alcázar, lo cual hubiera significado el desplazamiento de 600 familias a Cinco Casas. El proyecto que hubiera supuesto para Cinco Casas una gran revolución para tener mayor importancia se desechó.
La luz eléctrica llega a la estación con la Guerra Civil (1936-39). Posteriormente la Compañía MZA es absorbida por el Estado, pasando a forma parte del grupo RENFE. La electrificación de la vía se llevó a cabo en 1960, mientras que la línea hacia Tomelloso nunca se electrificó, cerrándose en 1984.
El 17 de diciembre de 1946, se produjo en la citada estación un trágico accidente ferroviario, donde el expreso Madrid-Algeciras chocó con varios vagones que se encontraban en la vía, haciéndolo descarrilar. Las altas horas de la madrugada, las 01:30 horas aproximadamente, las gélidas temperaturas, y la nieve, agravaron la situación. El resultado "oficial" del siniestro fueron 21 fallecidos y más de 100 heridos. Cabe destacar que vecinos de la población siempre han referido que los fallecidos fueron bastantes más, pero debido a la censura, la cifra real de fallecidos no fue hecha pública.
Hoy en día el uso de la estación de tren se limita al transporte de viajeros, con la realización de cinco paradas diarias.

## Pueblo de colonización

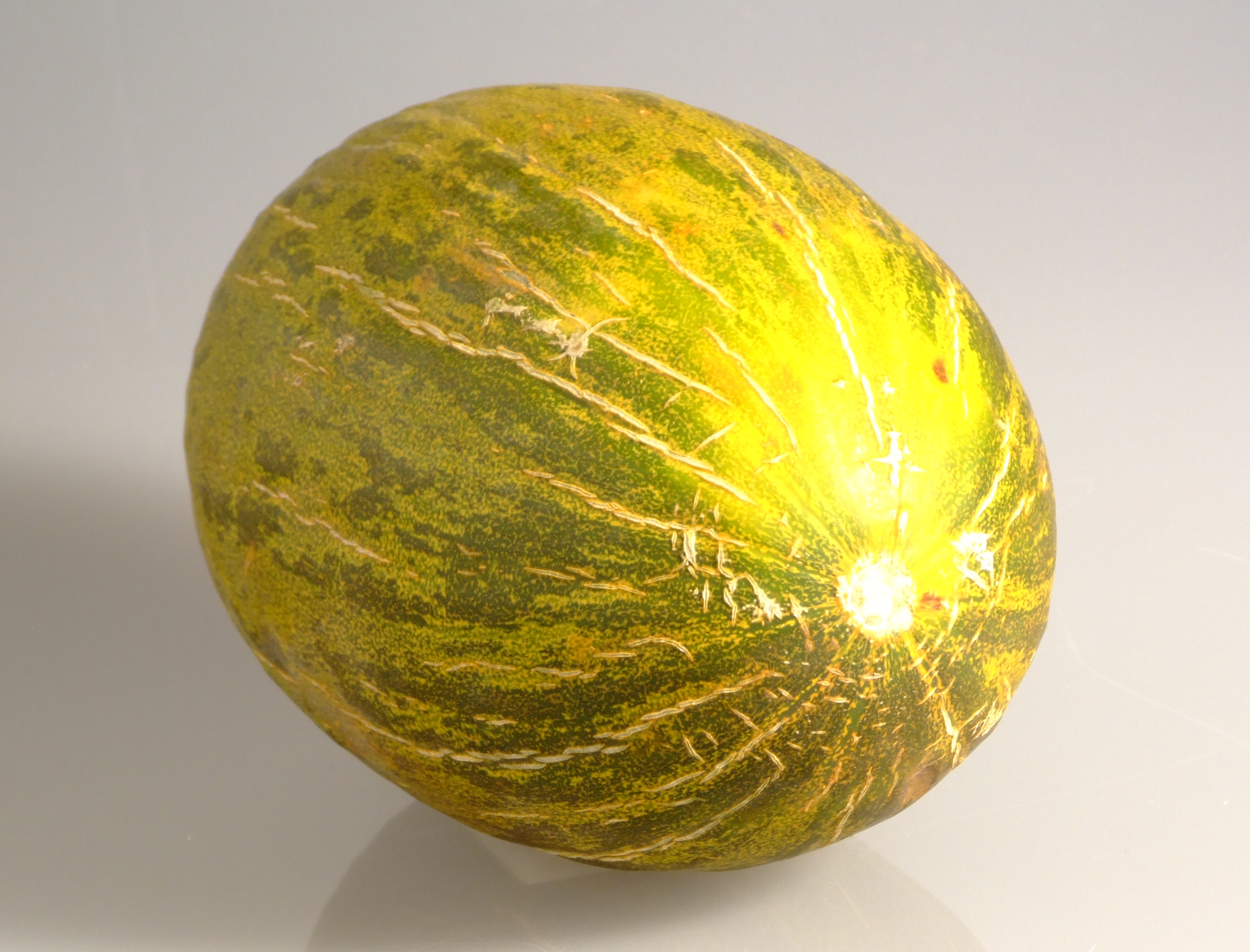
Melón de La Mancha

A finales de los años cincuenta y principios de los sesenta se construye por parte del Instituto Nacional de Colonización un nuevo núcleo de población al otro lado de la vía del ferrocarril, así como toda la infraestructura necesaria para transformar las tierras de cultivo de secano en tierras de regadío mediante pozos en el acuífero 23, trasformando un total de 3460 ha, cambiando completamente la actividad económica de la población, basándose, a partir de este momento, principalmente en la actividad agraria. Sus principales cultivos son los hortícolas, destacando la producción de melón y pimientos, así como de cereales y algunas parcelas de viña y de olivar.
Hoy en día, este último núcleo es el principal, contando con una población de 626 habitantes.
Una estructura urbana compleja con unos 350.000 metros cuadrados de superficie y 2.550 metros de perímetro ordena una serie de manzanas en su interior con una organización que se hace diversa en cada uno de sus bordes. Un proyecto del arquitecto Pedro Castañeda Cagigas. En su zona inferior manzanas rectangulares de 107×45 y 145×75 que dejan en su centro la presencia de la iglesia que se cierra en su margen derecho por dos manzanas verticales y una final horizontal de 145×75 marcando el borde de esta zona de la población. La presencia del elemento religioso tiene la fuerza de la volumetría y la escala de su fachada principal que establece así un referente básico en el conjunto.
Un frente de gran sencillez con tres huecos que dejan un pequeño pórtico en este acceso. En el centro, la puerta de entrada y a ambos lados dos murales cerámicos con el tema Ángel y tierra obra de Carpe y otro con el tema Ángel y mar también de Carpe que, en homenaje a su mujer, rotula con el nombre de Celina. En el baptisterio una imagen de san Juan Bautista obra de Eguíbar. La iglesia de planta rectangular es un volumen de grandes dimensiones que en la zona del presbiterio tiene un cuerpo elevado. En su lateral izquierdo se levanta la torre con un reloj en el centro y los grandes huecos superiores protegidos por rejas.
Las dimensiones de la población exigen un equipamiento público importante integrado por 4 escuelas y 4 viviendas para los maestros, la iglesia, el ayuntamiento, casa para el médico y dispensario, edificio social y casa almacén. La iglesia se prolongaba en su lateral derecho con un cuerpo situado en posición retranqueada que conformaba la plaza con un pórtico de columnas que creaba un espacio menor en esta zona. En el lado derecho de la iglesia un conjunto de edificaciones donde se localiza el ayuntamiento conformando una plaza de la población, con abundante vegetación y donde se conserva la fuente diseñada originariamente para el conjunto.
En el interior, una serie de parcelas de 160×80 metros con los bordes quebrados por la presencia de las edificaciones. Parcelas con viviendas de 50 metros cuadrados y almacén de 140 metros que en los laterales se cierran con elementos en posición vertical. Manzanas que tienen cada una de ellas unas 18 parcelas de 680 metros cuadrados aproximadamente cada una. Parcelas en posición vertical a las anteriores o pequeños ensanches en la zona de servicios sociales dan complejidad a una estructura que surge desde la repetición de elementos, pero con numerosas variantes.
En su zona norte, tres manzanas con parcelas escalonadas introducen una nueva variante en el conjunto. Manzanas de 140×75 metros que tienen 18 parcelas en los dos bordes y 16 en la central. Parcelas de 684 metros cuadrados con viviendas de 77 metros cuadrados y almacenes de 140. Las viviendas de los bordes, pequeños volúmenes en el conjunto de la parcela se giran consiguiendo en el conjunto de la calle una visión de volúmenes que sobresalen de la alineación de estas. Este efecto se acentúa aún más con la planta escalonada que va desplazando cada una de las parcelas en horizontal creando así viarios que se inclinan respecto de la dirección general del interior del conjunto.
Esta serie de efectos logra, dentro del conjunto, una diversidad de espacios urbanos que tata de introducir cambios y modificaciones desde unos planteamientos básicos de sencillez y racionalidad que se unen así con una búsqueda de diferencias en los espacios urbanos y un conjunto de soluciones de carácter formal que enriquecen la visión interior del conjunto urbano. Los rótulos de las calles conservan el logotipo del INC al igual que el gran rótulo en la entrada de la población que recuerda su origen vinculado a la colonización. 
Cinco Casas formaba parte de la "Zona regable de La Mancha", organizada en tres sectores. El primer sector estaba formado por la nueva población de Llanos del Caudillo, el segundo por la de Cinco Casas, y el tercero por Herrera de La Mancha, donde no se llegó a construir ningún pueblo.

## Desarrollo de energías termosolares
El 21 de julio de 2008 el presidente de la Junta de Comunidades de Castilla-La Mancha, José María Barreda, acompañado del ministro de Industria, Miguel Sebastián, el alcalde de Alcázar de San Juan, José Fernando Sánchez Bódalo y el presidente de la empresa ACS, Florentino Pérez, empresa promotora del proyecto, ponen la primera piedra de la planta termosolar Manchasol I, que producirá 50 MW de electricidad.
Este es el primer paso para que esta localidad, en el transcurso de pocos años, se sitúe a la cabeza mundial de la producción de energía eléctrica a través de este sistema.
Además de esta planta, a fecha de hoy, existen varios proyectos en diferentes fases de su tramitación administrativa, como son Manchasol II, Aste 1a, Aste 1b, Aste 2a y Aste 2b, cada una de ellas con la potencia anteriormente indicada de 50 Megavatios.
El 28 de abril de 2011, el presidente de la Junta de Comunidades de Castilla-La Mancha, José María Barreda, el presidente de ACS Servicios, Comunicaciones y Energía, Eugenio Llorente, y el alcalde de Alcázar de San Juan, José Fernando Sánchez Bódalo, pusieron en marcha la central termosolar Manchasol I, en un acto celebrado en las instalaciones de esta central termoeléctrica.

## Declaración EATIM
Por Decreto 4/2011, de 01/02/2011, se aprueba la constitución de la entidad de ámbito territorial inferior al municipio (EATIM) de Cinco Casas, dependiente del Ayuntamiento de Alcázar de San Juan (Ciudad Real). Previamente, el día 7 de octubre de 2007 se celebró un referéndum para decidir si Cinco Casas se convertía en EATIM (entidad de ámbito territorial inferior a municipio), siendo el resultado de 301 votos a favor, 69 en contra y un voto nulo.
El 14 de abril de 2011, en sesión celebrada en el salón de actos de esta población, presidida por el alcalde de Alcázar de San Juan, José Fernando Sánchez Bódalo, acompañado del consejero de Presidencia de la Junta de Comunidades de Castilla-La Mancha, Santiago Moreno, se constituye la EATIM de Cinco Casas, siendo nombrados como miembros de la Comisión Gestora, Julián Villar Cano, que ha sido designado Presidente de la misma, María Salud del Amo Puertas y Jesús Marquina Rangel.
Con fecha de 3 de diciembre de 2013, el Diario Oficial de Castilla-La Mancha publica el Decreto 98/2013, de 28/11/2013, por el que se amplia la demarcación del Término de Cinco Casas a 3.383 Ha., para hacerla coincidir con sus límites tradicionales acordada en su día por el Instituto Nacional de Colonización, tal como avalaron con su firma la mayoría cualificada de los vecinos de la población.
La Demarcación queda delimitada por: Lindero Norte: Partiendo del camino denominado del Cornejo al Chozo de los Pastores, por el camino de Cañadas a Tomelloso, dirección este, hasta llegar a la vía del ferrocarril Madrid-Andalucía y continuando por esta dirección ya en el camino del puente de Castilla hasta el cruce con el camino de Hermosura. Este: llegados al camino de Hermosura continuamos por esta dirección Sur hasta el cruce con la carretera de Arenas de San Juan a Argamasilla de Alba, siguiendo dirección sur cruzando la carretera por el camino de las Navas al Brochero hasta llegar al cruce con el camino de la Carrera. Sur: Continuamos por el mismo camino, dirección oeste hasta la vía del ferrocarril Madrid-Andalucía hasta el cruce con el camino Carril de las Navas. Oeste: continuando por el mismo camino dirección norte hasta el cruce con la carretera de Arenas de San Juan a Argamasilla de Alba, cruzando esta y siguiendo en esta dirección ya en el camino del Cornejo al Chozo de los Pastores hasta el punto de inicio.

## Elecciones locales
Con fecha de 26 de mayo de 2019, dentro del proceso electoral a nivel nacional, se celebran las elecciones locales para elegir al nuevo alcalde de la EATIM de Cinco Casas, presentándose tres candidaturas. Por un lado, Carlos Jareño, representando al PSOE, por otro lado Clemente Ortiz por UCIN, y por otro Miguel Ángel Rosado Huertas, encabezando la candidatura del PP. Una vez efectuado el escrutinio de los votos, resultó elegido como alcalde de esta EATIM, por tercera vez consecutiva, Miguel Ángel Rosado Huertas con 171 votos, frente a los 136 recibidos por la candidatura encabezada por Carlos Jareño, así como 23 votos para UCIN. También hubo 3 votos en blanco y 9 nulos.
El día 28 de mayo de 2023, nuevamente se celebran comicios electorales para decidir la composición de la corporación local donde resulta ganadora la candidata del PSOE, Almudena Moya Sánchez con 152 votos, quedando en segundo lugar la representante del Partido Popular, Adela González Márquez con 138 votos.
Dentro del proceso de elección para el Ayuntamiento de Alcázar de San Juan, el resultado ha sido de PSOE 153 votos, PP 124 votos, VOX 76 votos, Podemos 18 votos, Ciudadanos 15 votos, X Alcázar 7 votos, 5 votos nulos y 3 en blanco. (Indicar que en este último proceso están incluidos los votantes de Alameda de Cervera, que votan en la misma urna para la elección de los concejales del Ayuntamiento de Alcázar de San Juan.

## Curiosidades
El 21 de febrero de 2009 un feliz acontecimiento cambiaba nuevamente el devenir de esta localidad, cuando aproximadamente a las 13:00 horas la diosa de la fortuna, encarnada en el número 52091, de la lotería nacional, era cantado por los niños del Colegio de San Idelfonso. Este número, vendido por la administración de loterías de Argamasilla de Alba, fue distribuido por el Bar San Juan de la localidad de Cinco Casas, donde se vendieron 30 décimos. Otros vecinos de la localidad adquirieron su décimo en la propia administración de loterías, calculándose aproximadamente en 2,1 millones de euros la cantidad recaída en la población.

## Demografía
Fuente: INE

## Fiestas
La primera del año es San Isidro (patrón de Cinco Casas): el 15 de mayo es la procesión y se celebra una romería en su honor el domingo más próximo al día 15, en la cual se traslada su imagen a la ermita del Pinar del Silo, temprano. La gente se suele quedar todo el día e incluso se puede acampar el día anterior. 
La patrona es la Virgen de las Nieves, coincidiendo siempre con el día 5 de agosto, celebrándose estos días la feria del pueblo en honor a la Virgen. Se suelen hacer muchas actividades tales como juegos infantiles, juegos para los jubilados, el sábado siempre son las vaquillas (donde la gente de Cinco Casas suele ir a la plaza de toros de la localidad).